# Łukowo (województwo mazowieckie)
Łukowo – wieś sołecka w Polsce położona w województwie mazowieckim, w powiecie makowskim, w gminie Karniewo.
W latach 1975–1998 miejscowość administracyjnie należała do województwa ciechanowskiego.
Łukowo znajduje się w odległości 5 km od trasy krajowej nr 60. I pomimo mniejszego dystansu do Gołymina (5 km), administracyjnie przyporządkowane jest do gminy Karniewo (8 km) i powiatu makowskiego, choć od dawien dawna wymieniane jest, jako położone w Ziemi Ciechanowskiej. Usytuowane nad rzeczką – w dawnych czasach szerszą, przez co pławną – Pełtą przy starym trakcie z Nasielska do Przasnysza.
Spichlerz, to najcenniejszy obiekt zabytkowy w Łukowie, jeszcze do niedawna figurujący w Państwowym Rejestrze Zabytków. Wybudowany został z cegły w latach 70. XIX stulecia, w stylu neogotyckim. Nad drzwiami wejściowymi do budynku wmurowany jest kamień, w którym wyryte są inicjały Ł.S. (Łubieński Stanisław) i data 1873. Budowę rozpoczęto z przeznaczeniem budynku na kościół, ale funkcji sakralnych nigdy nie pełnił, gdyż służył jako magazyn zbożowy. Obecnie stoi pusty. W jego wnętrzu można zobaczyć pochodzące z okresu jego budowy drewniane podłogi i przepierzenia. Na uwagę zasługuje również wieża, która miała służyć jako dzwonnica. Z pozostałych zabudowań folwarczno-dworskich przetrwały do czasów obecnych: budynek cukrowni (prawdopodobnie magazyn składowy, obecnie budynek gospodarczy i warsztat miejscowej Spółdzielni), obora (również na terenie RSP) i dworski budynek gospodarczy (obecnie dom prywatny), w którym po wojnie znajdował się Urząd Gminnej Rady Narodowej. Nie ma już śladu po Cegielni, na terenie której obecnie, na bagnistym podłożu, rosną drzewa i krzaki. To z wytwarzanej w niej cegły, wybudowano mur otaczający dwór i folwark (podobny do krasieńskiego, ale o jakieś 50–60 cm wyższy) i wszystkie budynki, w tym kilkanaście piętrowych czworaków dla pracowników cukrowni, dworu i folwarku. Mur ten miał grubość ok. 1 metra.
Pierwsza wzmianka o osadzie pochodzi z roku 1376, kiedy to wieś wymieniona została, jako należąca do erygowanej w tymże roku parafii w Karniewie. Z 1470 r. pochodzą rejestry gruntowe, w których czytamy: „Wielowioskowa własność szlachecka w ziemi ciechanowskiej w XV w. (…) Jan i Mikołaj z Łukowa: Łukowo, Wronowo, Wola Wronowska, Raki, Drążdżewo”. Siedem lat później Jan z Łukowa otrzymał na wymienione wsie prawo chełmińskie. Co do kolejnych stuleci, wiadomo tylko, że właścicielami Łukowa i Wronowa przez czas jakiś (prawdopodobnie od połowy wieku XVI do połowy XVII) była rodzina Łoś, która to prowadziła także akcję kolonizacyjną przy rzece Orzyc, na północ od Makowa Mazowieckiego (wtedy „tylko” Makowa, drugi człon „Mazowiecki” dodano na początku XX w., celem odróżnienia od Makowa Podhalańskiego). W XIX w. wieś Łukowe było własnością hrabiego Stanisława Łubieńskiego, którego majątek należał do jednych z najlepiej zagospodarowanych i prosperujących w Królestwie Polskim. Przeprowadzony w roku 1827 spis, stwierdzał: „wieś Łukowe – 22 domy i 151 mieszkańców”. W połowie tegoż stulecia, dobra hrabiego Łubieńskiego składały się z folwarków: Łukowo, Wronowo, Żabin, Wólka i przyłączonej w 1875 r. wsi Konarzewo-Sławki. Pod jego rządami było wówczas 60 osad i około 2000 ludzi. W „Słowniku Geograficznym Królestwa Polskiego i innych krajów słowiańskich” – w tomie wydanym w 1884 r., dowiadujemy się, że wieś nazywała się jeszcze Łukowe, choć stosowano już obecną nazwę Łukowo.